# Мороз, Михаил Иванович
Михаи́л Ива́нович Моро́з (бел. Міхаіл Іванавіч Мароз; род. 1 октября 1893, Копыль — 16 августа 1946, Ярославская обл) — белорусский партийный и государственный деятель, дипломат. Первый Полномочный представитель БССР при правительстве РСФСР и правительстве СССР.

## Биография
Родился в крестьянской семье. Отец — Иван Михайлович Мороз, мать — Анастасия Романовна Мороз (Шкуринская). Был старшим из 8 детей.
Жена — Алеся (Александра Ивановна) Александрович (Мороз), литературовед, сестра белорусского поэта Андрея Александровича.
Двое детей: Михаил (1924—1991), военный, Минск; Андрей (1930—1995), радиофизик, Иркутск.

## Государственная деятельность
Председатель Копыльского местечкового исполнительного комитета (1917)
Временно исполняющий обязанности Народного Комиссара Просвещения республики Беларусь (1920)
Представитель ССРБ в наркомате по делам национальностей РСФСР (1920—1921)
Полномочный представитель БССР при правительстве РСФСР (1921—1922)
Заведующий белорусского сектора Коммунистического университета национальных меньшинств Запада им. Мархлевского
Его подпись как полномочного делегата от БССР стоит под Декларацией и Договором об образовании СССР (29 декабря 1922)
Дипломат, Полномочный представитель БССР при правительстве СССР (1923—1924)
Директор Государственного издательства БССР (1924—1925)
Управляющим делами Совета Народных Комиссаров БССР (СНК БССР) (1925—1927)
Управляющий делами Совета Народных Комиссаров и Экономического совета БССР (ЭКОСО) (1927—1928)
Руководитель комиссии Института Белорусской культуры (предшественник Белорусской академии наук) по охране памятников старины и искусства; член президиума историко-археологической секции
Сотрудник Госплана БССР (1931—1934)

## Репрессии
Обвинён в антигосударственной деятельности и исключён из партии (1929).
Реабилитирован в связи с неподтверждением обвинения (1932).
Повторно исключен из членов ВКП(б) (1933).
Выехал на Дальний Восток, Магаданская область, вольнонаёмным (1934). Место работы: прииск «Разведчик», зав. планово-экономической частью. Посёлок Разведчик Ягоднинского р-на Магаданской области.
Арестован на Колыме, прииск «Разведчик» (3 ноября 1937).
Осуждён постоянной выездной сессией Хабаровского краевого суда в г. Магадане на 5 лет и 2 года поражения в правах по ст. 58-4-11-10 УК РСФСР (3 декабря 1940).

## После освобождения
Освобожден из ИТЛ (3 ноября 1942)
Работал технарядчиком, помощником бухгалтера на Магаданской железной дороге (1942—1944)
Работал рабочим горкоммунотдела (1944)
Паралич левой стороны тела. С 22 июня 1944 находился в Доме инвалидов административно-гражданского отдела Дальстроя, г. Магадан, 7-й км.
26 августа 1944 по линии ИТЛ отправлен в г. Тутаев Ярославской область.
Дальнейшая судьба неизвестна.

## Реабилитация и память
3 марта 1992 года заключением прокуратуры Магаданской области реабилитирован [кем?]
Имя Михаила Мороза и предполагаемый год смерти (1947) указаны на памятнике на захоронении жены, Алеси Александрович, на Военном кладбище г. Минска. 
В 2025 г была установлена точная дата смерти — 16 августа 1946 г. Место захоронения остается неизвестным.